# María Ximena Cruz
María Ximena Cruz Solar, född 3 januari 2004 är en volleybollspelare (center). Hon spelar med Mexikos landslag.
Castro har spelat med olika klubbar i Mexiko. Hon har förutom med seniorlandslaget även spelat med Mexikos olika juniorlandslag och med dem tagit medaljer i nord- och panamerikanska mästerskap.